# Гнездовой паразитизм

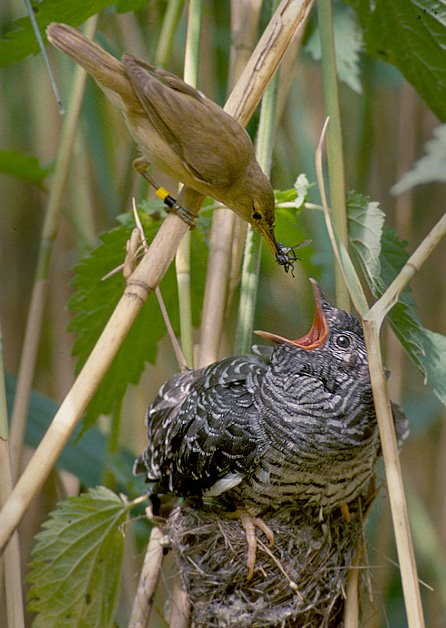
Камышовка, кормящая птенца обыкновенной кукушки

Гнездовой паразитизм — тип клептопаразитизма, которым пользуются некоторые птицы, рыбы и насекомые, заключающийся в манипуляции и использовании другого животного-хозяина, или того же вида (внутривидовой гнездовой паразитизм), или другого (межвидовой) для выращивания потомства животного-паразита.
Данная стратегия поведения позволяет паразиту освободиться от необходимости строить гнездо и ухаживать за своим потомством, тратя больше времени на поиски еды и размножение. Принято выделять облигатный и факультативный гнездовой паразитизм.
Гнездовой паразитизм мало распространён как у позвоночных, так и у беспозвоночных. При усиленном размножении гнездовых паразитов численность особей вида-хозяина может резко снижаться, что в результате сказывается и на численности самого вида-паразита.

## Гнездовой паразитизм у насекомых
Наиболее известным и типичным примером гнездовых паразитов у насекомых являются шмели-кукушки и пчёлы-кукушки.
Шмели-кукушки (около 30 видов) отличаются паразитическим образом жизни и ранее выделялись в отдельный род Psithyrus (ныне подрод в составе рода Bombus). Это социальные клептопаразиты, утратившие способность собирать пыльцу. Самка шмеля-кукушки проникает в гнездо шмеля-хозяина и убивает матку колонии. Затем она откладывает свои собственные яйца, а рабочие особи шмелей вида-хозяина впоследствии выкармливают личинок шмеля-паразита.
Личинки серых мясных мух рода Miltogramma заселяют гнезда одиночных ос рода Bembix и выкармливаются последними.
В гнёздах осы рыжей (Vespula rufa) паразитирует оса австрийская (Vespula austriaca).
Рабочие особи рыжей осы выкармливают личинок осы-паразита, которые превращаются в полноценных самцов или самок. Рабочие особи у австрийской осы отсутствуют.
Гнездовой паразитизм у насекомых часто может принимать форму т. н. социального паразитизма, при котором паразит полностью существует благодаря общественным насекомым.
Гнездовой паразитизм встречается и у муравьёв. Оплодотворённая самка паразитирующего вида проникает в гнездо вида-хозяина, убивает в нём царицу, занимая её место, и начинает откладывать свои собственные яйца. Вышедшие из них рабочие особи постепенно заселяют муравейник, сменяя его хозяев.
Например, рыжий лесной муравей (Formica rufa) иногда может основывать гнездо в гнёздах бурого лесного муравья (Formica fusca), самка жёлтого муравья (Lasius umbratus), убив предварительно матку, может поселяться в гнезде черного садового муравья (Lasius niger).
В случае высокой специализации вида-паразита (например обитающий на юге Франции муравей Epimirma vandeli, паразитирующий на муравьях Leptothorax recedens) заражённое муравьиное гнездо существует после этого только до тех пор, пока живы рабочие особи вида, первоначально основавшего гнездо, так как в потомстве паразитирующего вида отсутствуют рабочие особи (подробнее см. статью Социальный паразитизм у муравьёв).

## Гнездовой паразитизм у рыб

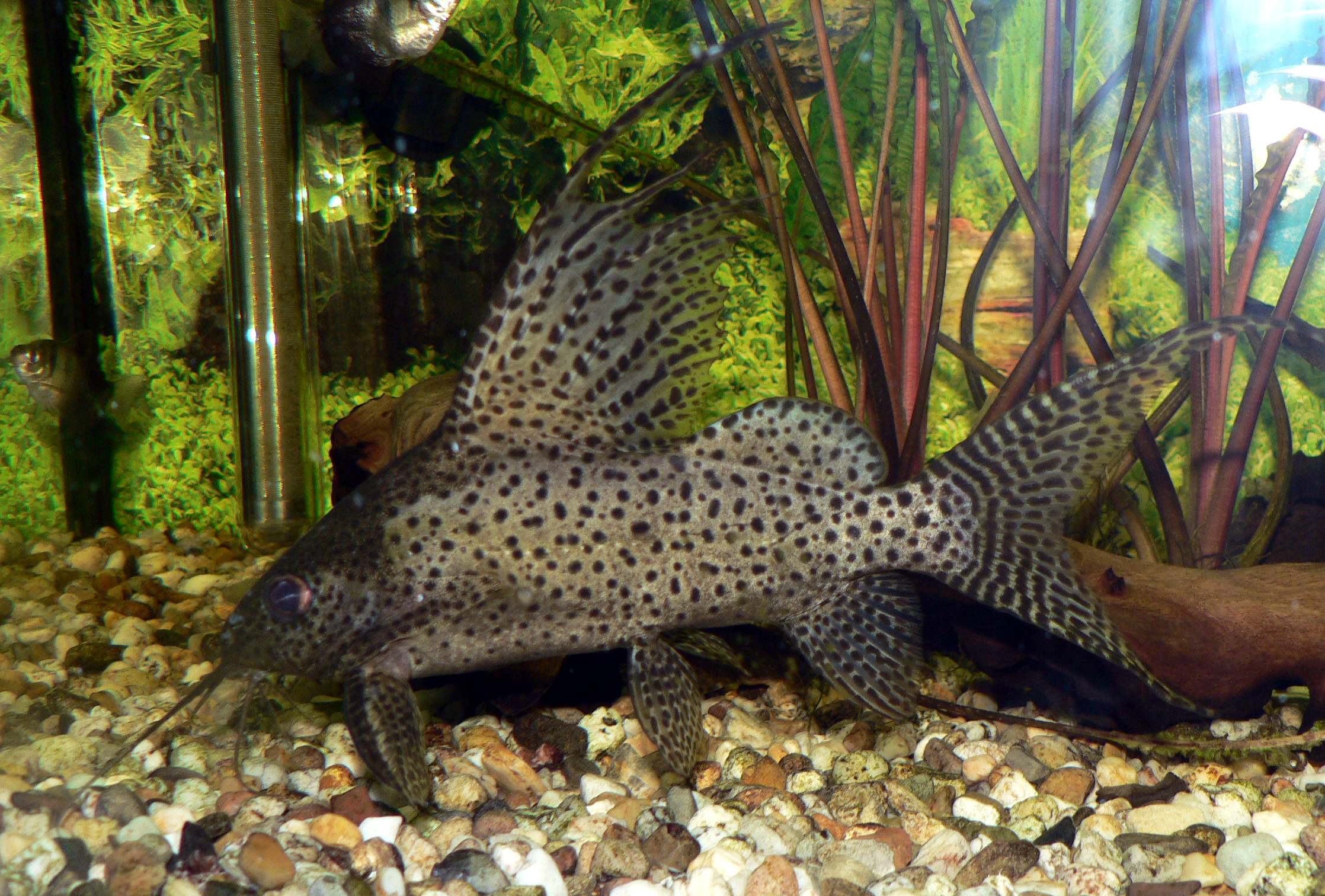
Synodontis eupterus

Примеры гнездового паразитизма встречаются и у рыб.
Сомы рода Synodontis, обитающие в озере Танганьика, приспособились подбрасывать свои икринки цихлидам рода Tropheus, которые инкубируют икру во рту. Развитие икринок сома происходит быстрее, и вылупившиеся первыми мальки сома начинают питаться икрой вида-хозяина.
Центральноамериканская цихлазома Cichlasoma dovii из семейства цихлид нерестится рядом с другими цихлазомами, подбрасывая в их кладку свою икру. Цихлазомы охраняют икру, а после вылупления — мальков своего и паразитирующего видов.

## Гнездовой паразитизм у птиц
Гнездовой паразитизм возник в процессе эволюции независимо в нескольких группах птиц. Облигатный межвидовой гнездовой паразитизм наблюдается в 5 семействах: у 80 видов кукушковых, 6 — воловьих птиц, 3 — вдовушек, 6 — медоуказчиков и 1 — утиных (по другим данным, у примерно 50 видов кукушковых, всего семейства медоуказчиковых и всех вдовушковых).
Среди утиных облигатный гнездовой паразитизм проявляет только черноголовая древесная утка (Heteronetta atricapilla), обитающая в Южной Америке.
К высокоспециализированным паразитам относится 27 видов. Среди них — кукушки рода Cuculus и Tapera, а также медоуказчики рода Indicator, подкладывающие яйца в гнёзда к дятловым и бородатковым. У специализированных паразитов птенец паразита избавляется от яиц и/или птенцов хозяина, и затем хозяин выкармливает только его.
У 32 видов гусеобразных (белого гуся, нырков, хохлатой чернети и других) при недостатке подходящих мест для гнездования или большой скученности встречается факультативный гнездовой паразитизм — и внутривидовой, и между близкими видами. Это изредка случается и у некоторых чаек и куликов, а также, возможно, других птиц.
Есть и птицы (некоторые кукушки и воловьи птицы), которые лишь занимают чужие гнёзда, откладывая туда яйца и насиживая их самостоятельно, причём иногда строят и собственные гнёзда.
Буроголовый коровий трупиал (Molothrus ater), представитель воловьих птиц, часто занимает гнёзда других птиц, хотя способен сооружать и свои собственные. В его гнездо, в свою очередь, подбрасывает яйца крикливый коровий трупиал (Molothrus rufoaxillaris). В целом же представители воловьих птиц могут подбрасывать свои яйца в гнезда более чем 200 видов птиц.
Птенцы воловьих птиц-паразитов развиваются в общем выводке с птенцами хозяина. Интересно, что птенцы большой воловьей птицы «спасают» «хозяйских детей» от личинок овода Philornis sperophila, которые опасны для «родных» птенцов, так как у них более тонкие пух и кожа, чем у более сильного птенца-подкидыша.
В Африке гнездовыми паразитами являются некоторые представители семейства вдовушковых: птицы рода Vidua (вдовушки) и кукушковый ткач. Вдовушки подбрасывают яйца в гнёзда строго определённого вида-хозяина, в большинстве случаев разным астрильдам, а их птенцы схожи окраской, поведением и криком с птенцами птицы-хозяина, с которыми они развиваются в одном выводке. При этом молодые самцы учатся пению у представителей вида-хозяина.